# Тропическая депрессия 1 (2009)
Тропическая депрессия 1 — первый из тропических циклонов в сезоне атлантических ураганов 2009 года. Тропическая депрессия 1 образовалась 28 мая 2009 года, вследствие чего очередной сезон начался на три дня раньше официального срока — подобная аномалия наблюдалась третий год подряд.
Формирование Тропической депрессии 1 произошло над Гольфстримом из неорганизованной области низкого давления, центр которой находился у побережья штата Северная Каролина. После достижения скорости ветра в 55 км/ч и атмосферного давления в 754 миллиметров ртутного столба циклон начал терять свою силу вследствие увеличения сдвига ветра и понижения температуры поверхности моря. Во второй половине суток 29 мая конвективные потоки системы находились уже на значительном расстояние от центра циркуляции воздушных масс, что дало Национальному центру прогнозирования ураганов США основания констатировать факт расформирования Тропической депрессии 1 в обычную остаточную область низкого давления.
В качестве тропического циклона Депрессия 1 не оказала заметного влияния на континентальную часть Северной Америки, предшествовавшая образованию циклона область низкого давления принесла на прибрежную территорию штата Северная Каролина дожди с лёгким ветром. В целом метеорологическая обстановка оказалась почти аналогичной прохождению Тропического шторма 1 в сезоне атлантических ураганов 1940 года.

## Метеорологическая история

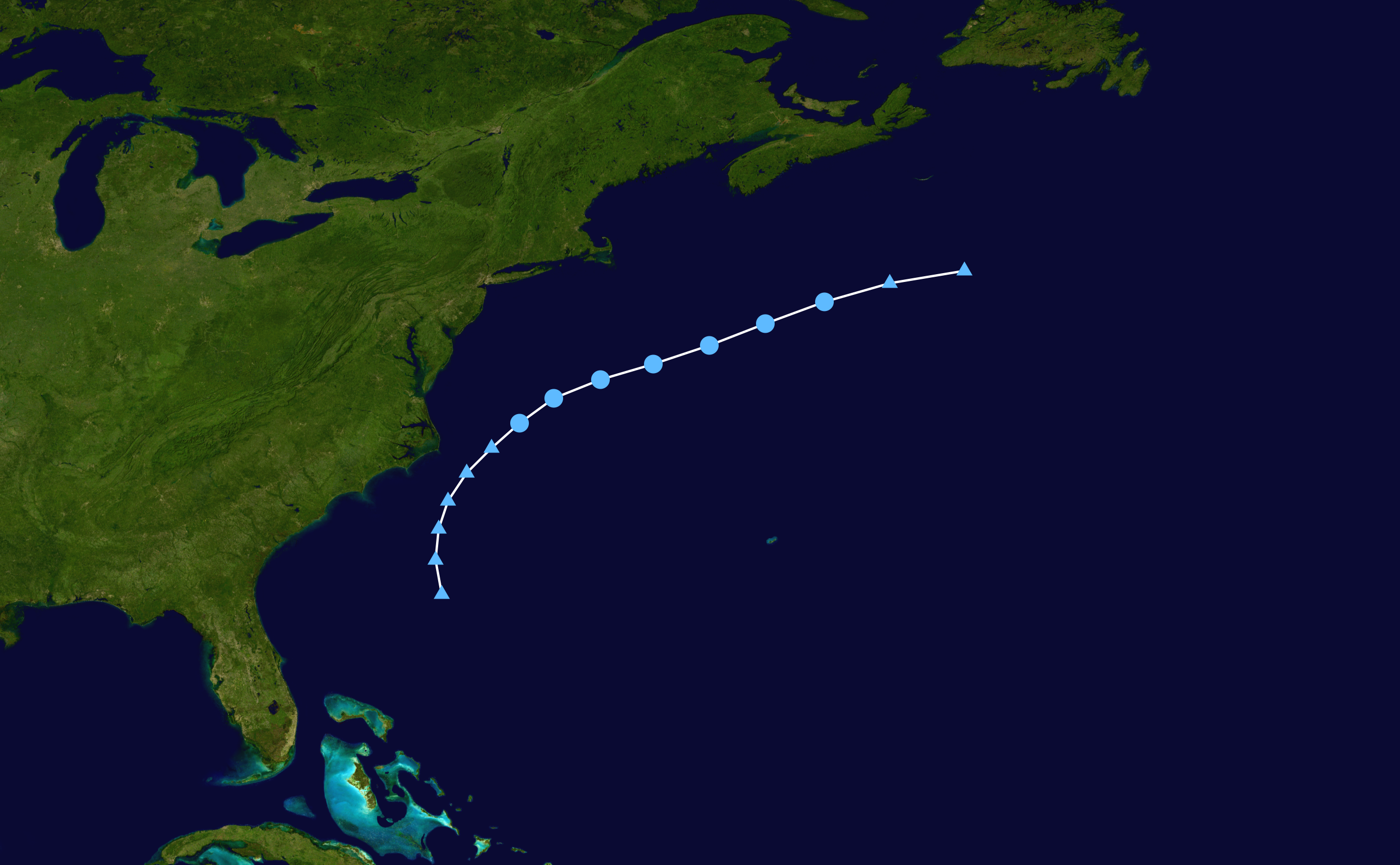
Траектория движения Тропической депрессии 1

В середине мая 2009 года медленно смещающийся в Атлантике атмосферный фронт остановился в районе Багамских остров и начал расформировываться. 25 мая в результате воздействия коротких морских волн фронт начал медленное движение в северном направлении и уже на следующий день образовалась область низкого давления с границей в 465 километрах к югу-юго-западу от города Уилмингтон, штат Северная Каролина. 27 мая Национальный центр прогнозирования ураганов США выпустил сводку погоды, указав расположение области низкого давления в 195 километрах к югу от мыса Хаттерас (Северная Каролина). В сводке погоды, опубликованной в начале суток 28 мая, окончательно устанавливалась сформированная система низкого давления, находящаяся в 150 километрах к востоку от мыса Хаттерас, без прогноза на её дальнейшее развитие.
28 мая в 15:00 UTC Национальный центр прогнозирования ураганов США вновь начал выпускать метеосводки по тропическому циклону, поскольку область низкого давления снова приобрела организованный характер конвективных потоков и перешла в состояние тропической депрессии, находясь к тому времени в 500 километрах к югу от города Провиденс (штат Род-Айленд). Центр вращения циклона при этом находился в северо-западной части атмосферного образования. Переход области низкого давления в организованную систему спирального циклона произошёл в результате незначительного сдвига ветра и потепления поверхности воды до +26 °C (+79 °F) за счёт тёплых масс течения Гольфстрим. К концу суток сила конвективных потоков Тропической депрессии 1 начала снижаться, поскольку циклон двигался в район сильных сдвигов ветра и более низких температур морской воды.
28 мая в 23:30 UTC орбитальный спутник QuikSCAT зафиксировал в Тропической депрессии 1 ветер штормовой силы, однако данные спутника не давали информации о фактической интенсивности циклона, поскольку сами ветры сопровождались обильными дождями и по полученной с орбиты информации определить точную силу ветра не представлялось возможным. После прохождения спутника над циклоном центральная часть тропической депрессии сместилась на северо-запад, а область конвективных потоков атмосферного образования пошла на спад.

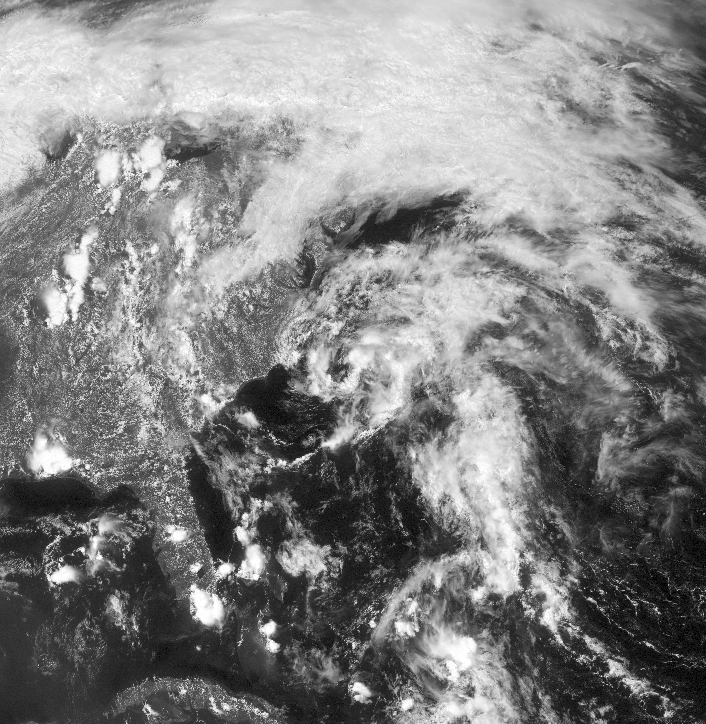
Формирование, предшествовавшее Тропической депрессии 1 (27 мая 2009 года)

В ночь с 28 на 29 мая конвективная деятельность циклона резко усилилась до штормового уровня, сопровождаясь сильными осадками и грозовой активностью, после чего к 07:00 UTC очередной раз стала снижаться. Поскольку к этому времени край тропической депрессии вышел на границу с Гольфстримом, синоптики констатировали отсутствие предпосылок для дальнейшего увеличения силы циклонного образования. При отсутствии чёткой системы конвекции воздушных масс вокруг центра циклона к обеду 29 мая Тропическая депрессия 1 начала процесс расформирования и во второй половине суток превратилась в область низкого давления. Остатки циклона наблюдались до 06:00 UTC следующих суток и в течение 30 мая были поглощены тёплым фронтом.

## Общая информация

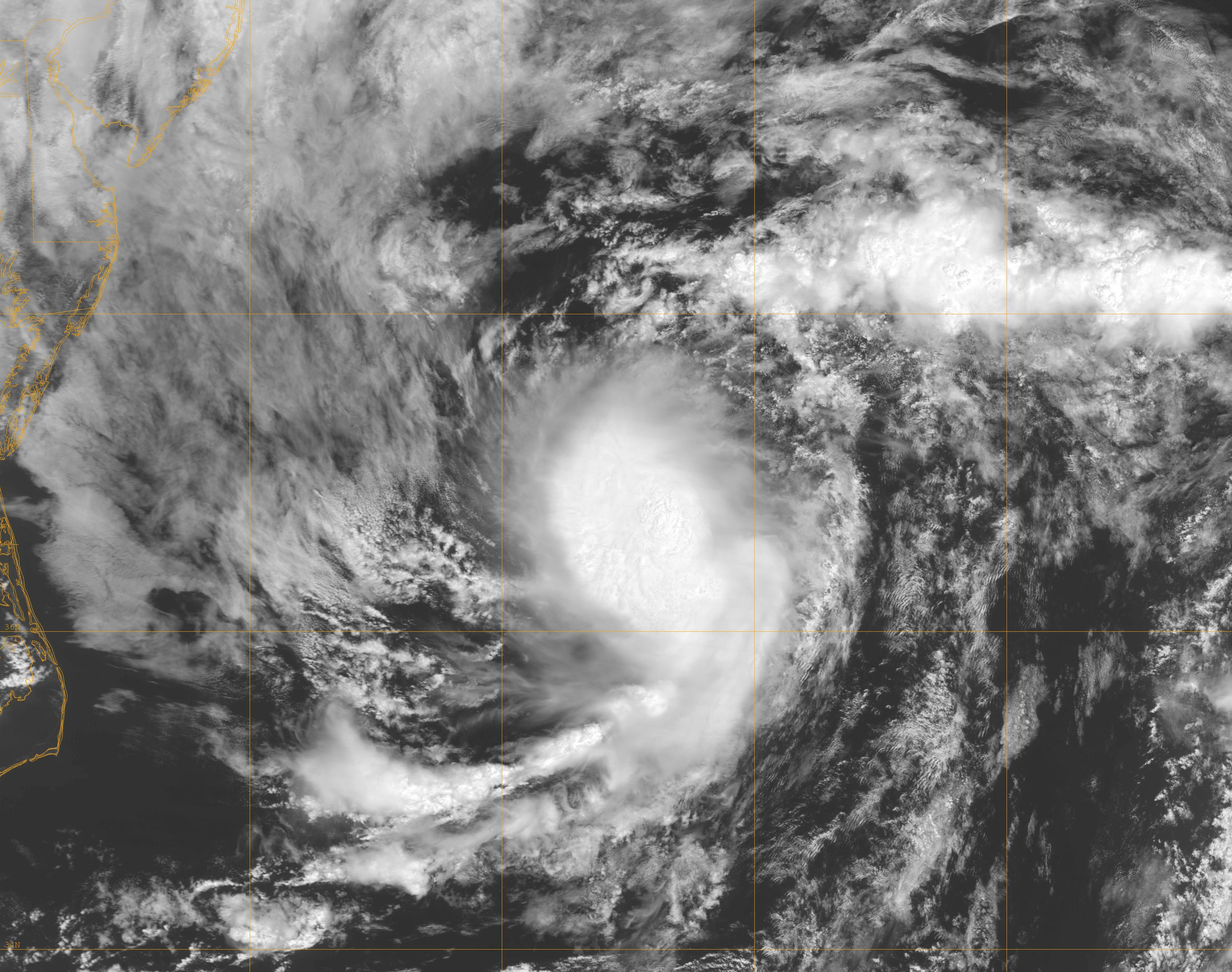
Тропическая депрессия 1 28 мая 2009 года

Предшествовавшая Тропической депрессии 1 область низкого атмосферного давления прошлась по части штата Северная Каролина дождями и ветрами. 27 мая на мысе Хаттерас выпало около 2,5 мм осадков при постоянной скорости ветра в 24 км/ч с порывами до 37 км/ч и атмосферном давлении в 756,8 миллиметров ртутного столба.
По данным Национального центра прогнозирования ураганов США циклонное образование третий год подряд возникло в мае месяце, то есть до официального открытия сезона атлантических ураганов. В 2007 году в мае прошёл субтропический шторм Андреа, в мае 2008 года — тропический шторм Артур. Примечателен тот факт, что в хронологической последовательности атлантических ураганов формировавшиеся в мае месяце «досрочные» тропические циклоны уже образовывали трёхлетия: подобные последовательности наблюдались в 1932, 1933, 1934 и в 1951, 1952 и 1953 годах. Из всех тропических циклонов в данных тройках Тропическая депрессия 1 является самой поздней по дате образования.